# Tebing Gerinting Utara
Tebing Gerinting Utara is een bestuurslaag in het regentschap Ogan Ilir van de provincie Zuid-Sumatra, Indonesië. Tebing Gerinting Utara telt 1773 inwoners (volkstelling 2010).